# Brad Parks (tennis)
Brad Alan Parks, né le 2 avril 1957 à Orange en Californie, est un ancien joueur professionnel de tennis en fauteuil.
Il est connu pour être le créateur du tennis fauteuil et pour avoir été médaillé d'or en double à Barcelone en 1992.
Il est intronisé au Hall of Fame en 2010.

## Biographie
En 1976, âgé de 18 ans, il se blesse lors d'une compétition de ski acrobatique. Il expérimente alors la pratique du tennis en fauteuil roulant et décide par la même occasion de créer la discipline. Accompagné d'autres athlètes handicapés américains, il a participé à la promotion du sport en jouant de nombreuses exhibitions aux États-Unis. Le sport s'est ainsi développé rapidement et en 1977 se sont déroulés les premiers tournois de tennis en fauteuil. Il crée en 1980 un circuit de 10 tournois organisés aux États-Unis avec en point d'orgue un championnat national, disputé à Irvine. Il devient également le directeur de ce tournoi pendant 18 ans.
En 1993, il reçoit un prix des mains de l'ITF, récompensant son engagement et ses contributions exceptionnelles apportées au tennis fauteuil. Le prix est désormais donné chaque année par le comité directeur de l'ITF et porte le nom de Brad Parks Award.
Il a été désigné comme meilleur joueur de tennis handisport entre 1980 et 1989. Il a remporté à trois reprises l'US Open dans les années 1980.

## Palmarès

### Jeux paralympiques
- médaillé d'or en double messieurs en 1992 avec Randy Snow